# BMF (Fernsehserie)
BMF ist eine US-amerikanische Fernsehserie des Pay-TV-Senders Starz über die „Black Mafia Family“-Begründer Demetrius „Big Meech“ Flenory und seinen Bruder Terry Lee „Southwest T“ Flenory.
Die Erstveröffentlichung der Serie erfolgte sowohl in den Vereinigten Staaten auf Starz, als auch in Deutschland auf der Streaming-Media-Plattform Starzplay ab dem 26. September 2021.

## Handlung
Angesiedelt ist die Serie während der 1980er-Jahre im Südwesten Detroits, wo die Brüder Demetrius und Terry Lee Flenory in ärmlichen Verhältnissen aufwachsen und um der Armut zu entrinnen, sich im Drogenhandel einen Namen zu machen beginnen, bis sie mit ihrer Bande „Black Mafia Family“ weit über den Drogenhandel hinaus zu Ikonen werden.

## Besetzung und Synchronisation
Die deutsche Synchronisation der Serie entstand unter der Dialogregie von Karl Waldschütz (Heiko Akrap Regie in Staffel 2, Episoden 6–10) durch die Synchronfirma TV+Synchron.

### Hauptbesetzung
| Figur                                | Schauspieler                      | Beschreibung                                      | Synchronsprecher  |
| ------------------------------------ | --------------------------------- | ------------------------------------------------- | ----------------- |
| Demetrius Edward „Big Meech“ Flenory | Demetrius „Lil Meech“ Flenory Jr. | Drogenhändler                                     | Daniel Welbat     |
| Terry Lee „Southwest T“ Flenory      | Da’Vinchi                         | Drogenhändler und Bruder von Big Meech            | Karim El Kamouchi |
| Charles Flenory                      | Russell Hornsby                   | Patriarch der Flenory-Brüder                      | Tobias Kluckert   |
| Lucille Flenory                      | Michole Briana White              | Mutter der Flenory-Brüder                         | Daniela Hoffmann  |
| Lamar Silas                          | Eric Kofi-Abrefa                  | Rivale der Flenory-Brüder                         | Valentin Stilu    |
| Detective Bryant                     | Steve Harris                      | Korrupter Ermittler des Detroit Police Department | Tim Moeseritz     |
| Markaisha Taylor                     | Alani „La La“ Anthony             | Vertraute von Terry Flenory                       | Natalie Archip    |
| Detective Veronica Jin               | Kelly Hu                          | Detective Bryants Kollegin                        | Alexandra Wilcke  |
| Kato                                 | Ajiona Alexus                     | „50 Boyz“-Mitglied und Geliebte von B-Mickie      |                   |
| B-Mickie                             | Myles Truitt                      | Mitglied der 50 Boyz                              | Sebastian Fitzner |
| Sterling „Sterl“ Black               | Tre' Rogers                       | Sterling ist der Anführer der PA Boys             | Christopher Groß  |

### Nebenbesetzung
- Nicole Laila Pruitt als Flenory – Schwester von Meech und Terry
- Kash Doll als Monique – Strafverteidigerin
- Wood Harris als Pat – Krimineller Mentor der Flenory-Brüder
- Calvin „Snoop Dogg“ Broadus Jr. als Pastor Swift – Zwielichtiger Pfarrer (Dt. Sprecher: Jan-David Rönfeldt)
- Zane „Lil Zane“ Copeland, Jr. als Sockie
- Serayah als Lori Walker – Geliebte von Big Meech Flenory
- Markice Moore als Filmel – Mitglied der „12th Street Boyz“
- Yusef Thomas als Roland
- Sydney Mitchell als LaWanda Roosevelt – Geliebte von Terry Flenory (Dt. Sprecher: Damineh Hojat)
- Tyshon Freeman als Hoop – Mitglied der 50 Boyz (Dt. Sprecher: Sascha Krüger)
- Monique „Mo’Nique“ Imes als Goldie – Meechs Partnerin aus Atlanta
- Donnell Rawlings als Alvin – Lamars Cousin
- Marshall „Eminem“ Mathers III als White Boy Rick – Drogenhändler und FBI-Informant
- Jalen Rose als Tariq

## Episodenliste

### Staffel 1
| Nr. (ges.) | Nr. (St.) | Deutscher Titel               | Originaltitel               | Erstveröffentlichung USA | Deutschsprachige Erstveröffentlichung (D/A/CH) | Regie               | Drehbuch                        |
| ---------- | --------- | ----------------------------- | --------------------------- | ------------------------ | ---------------------------------------------- | ------------------- | ------------------------------- |
| 1          | 1         | Sieh es… Berühr es… Behalt es | See It… Touch It… Obtain It | 26. Sep. 2021            | 26. Sep. 2021                                  | Tasha Smith         | Randy Huggins                   |
| 2          | 2         | Gerüchte                      | Rumors                      | 3. Okt. 2021             | 3. Okt. 2021                                   | Tasha Smith         | Terri Kopp                      |
| 3          | 3         | Liebe alle, traue wenigen     | Love All, Trust Few         | 10. Okt. 2021            | 10. Okt. 2021                                  | Solvan „Slick“ Naim | Frank Renzulli & Randy Huggins  |
| 4          | 4         | Helden                        | Heroes                      | 17. Okt. 2021            | 17. Okt. 2021                                  | Solvan Naim         | Patrick Moss                    |
| 5          | 1         | Geheimnisse und Lügen         | Secrets and Lies            | 24. Okt. 2021            | 24. Okt. 2021                                  | Solvan Naim         | Kirkland Morris & Terri Kopp    |
| 6          | 6         | Rein geschäftlich             | Strictly Business           | 31. Okt. 2021            | 31. Okt. 2021                                  | Eif Rivera          | Randy Huggins & Kirkland Morris |
| 7          | 7         | Alles in der Familie          | All in the Family           | 14. Nov. 2021            | 14. Nov. 2021                                  | 50 Cent             | Terri Kopp                      |
| 8          | 8         | Der König von Detroit         | The King of Detroit         | 21. Nov. 2021            | 21. Nov. 2021                                  | Tasha Smith         | Randy Huggins                   |

### Staffel 2
| Nr. (ges.) | Nr. (St.) | Deutscher Titel | Originaltitel           | Erstveröffentlichung USA | Deutschsprachige Erstveröffentlichung (D/A/CH) | Regie               | Drehbuch                             |
| ---------- | --------- | --------------- | ----------------------- | ------------------------ | ---------------------------------------------- | ------------------- | ------------------------------------ |
| 9          | 1         | N/A             | Family Dinner           | 6. Jan. 2023             | N/A                                            | Solvan „Slick“ Naim | Randy Huggins                        |
| 10         | 2         | N/A             | Family Business         | 13. Jan. 2023            | N/A                                            | Solvan „Slick“ Naim | Heather Zuhlke                       |
| 11         | 3         | N/A             | Devil’s Night           | 20. Jan. 2023            | N/A                                            | Janice Cooke        | Mike Nguyen Le                       |
| 12         | 4         | N/A             | Heroes                  | 27. Jan. 2023            | N/A                                            | Janice Cooke        | Patrick Moss                         |
| 13         | 5         | N/A             | Moment of Truth         | 3. Feb. 2023             | N/A                                            | Eif Rivera          | Jeff Dix                             |
| 14         | 6         | N/A             | Homecoming              | 17. Feb. 2023            | N/A                                            | Eif Rivera          | Kirkland Morris                      |
| 15         | 7         | N/A             | Both Sides of the Fence | 24. Feb. 2023            | N/A                                            | Crystle Roberson    | Garen Thomas                         |
| 16         | 8         | N/A             | Push It to the Limit    | 3. März 2023             | N/A                                            | Crystle Roberson    | Rose McAleese                        |
| 17         | 9         | N/A             | High Treason            | 10. März 2023            | N/A                                            | Timothy A. Burton   | Heather Zuhlke & Shaquayla Mims      |
| 18         | 10        | N/A             | New Beginnings          | 17. März 2023            | N/A                                            | Eif Rivera          | Randy Huggins & Jazmen Darnell Brown |

## Entwicklung
Im Rahmen der TCA-Summer Press Tour gab Curtis „50 Cent“ Jackson im Juli des Jahres 2019 bekannt, dass er als ausführender Produzent eine Fernsehserie über die „Black Mafia Family“ für den Pay-TV-Sender Starz entwickeln wird. Grünes Licht für die Produktion gab der Sender im April 2020.
Die Schauspieler Russell Hornsby, Steve Harris und Kash Doll traten der Besetzung im Dezember 2020 bei. Im Januar 2021 wurden sowohl Tasha Smith als Regisseurin, als auch Demetrius Flenory Jr., Da'Vinchi, Michole Briana White, Ajiona Alexus, Eric Kofi-Abrefa und Myles Truitt als Teil der Besetzung bekanntgegeben. Die Dreharbeiten zur Serie begannen am 19. Januar 2021 in Detroit und Atlanta und im März 2021 wurden Snoop Dogg, La La Anthony und Serayah für wiederkehrende Nebenrollen verpflichtet.
Ein erster offizieller Trailer zur Serie wurde am 19. August 2021 veröffentlicht und bereits vier Tage nach der Premiere, am 30. September 2021 verlängerte Starz die Serie um eine zweite Staffel. Die Premiere der zweiten Staffel erfolgte am 6. Januar 2023 und die Verlängerung um eine dritte Staffel wurde am 18. Januar 2023 bekannt gegeben.

## Trivia
Der Rapper Bleu DaVinci, der bei dem Musiklabel BMF Entertainment unter Vertrag stand und wegen seiner Verbindungen zur Drogenhandels- und Geldwäscheorganisation der „Black Mafia Family“ fünf Jahre im Gefängnis saß, verkündete in einem Live-Stream, dass er gegen Entwickler und Serie vorgehen werde, wenn seine Person in der Serie verunglimpft werden sollte.